# Лохау
Вижте пояснителната страница за други значения на Лохау.
Ло̀хау (на немски: Lochau) е селище в Западна Австрия. Разположено е в окръг Брегенц на провинция Форарлберг по източния бряг на Боденското езеро. Надморска височина 416 m. Има жп гара. Отстои на 5 km северно от окръжния център Брегенц. Население 5331 жители към 1 август 2009 г.